# Abdij van Mariawald

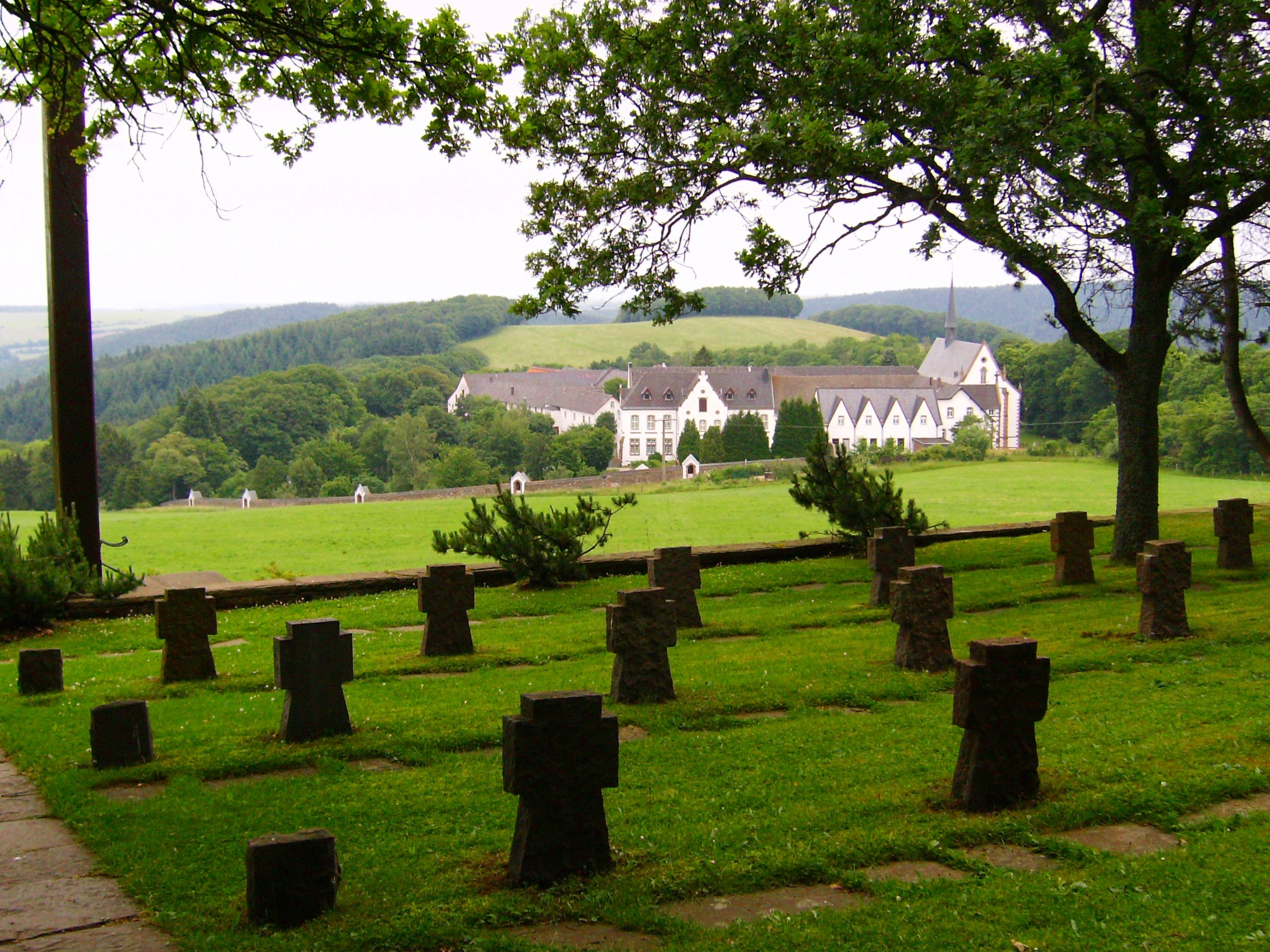
Oorlogskerkhof

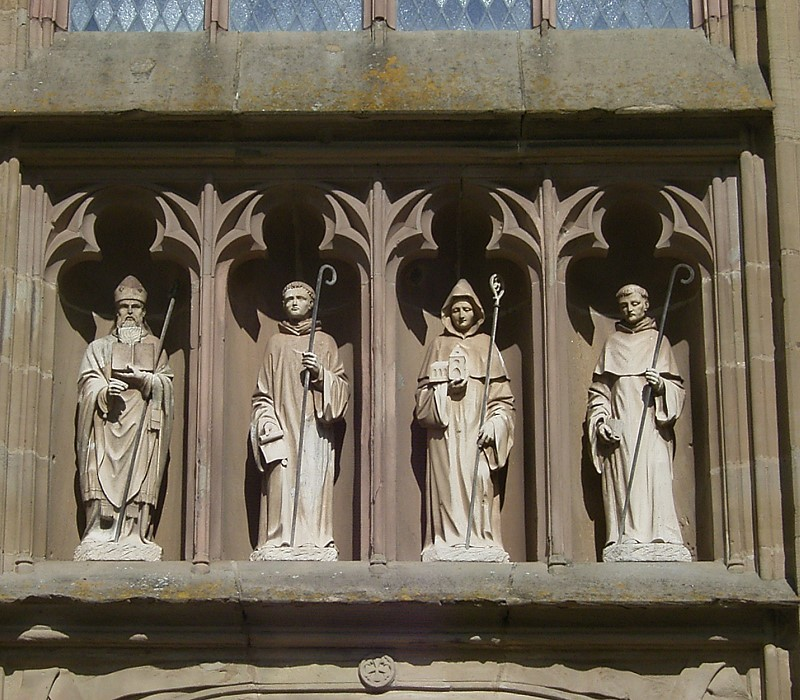
Beelden van Robert van Molesme, Albericus van Citeaux, Stephen Harding, Bernardus van Clairvaux boven de ingang van de kerk

De Abdij van Mariawald (Duits: Abtei Mariawald) in de Eifel is een klooster van de cisterciënzers van de strikte observantie, trappisten genaamd, in de buurt van Heimbach, Noordrijn-Westfalen. Het motto van de trappisten luidt: Luceat lux vestra (laat uw licht schijnen). Deze woorden zijn geïnspireerd op Mattheus 5:16: Zo moet jullie licht schijnen voor de mensen, opdat ze jullie goede daden zien en eer bewijzen aan jullie Vader in de hemel.

## Voorgeschiedenis
In 1470 kocht de strodekker Heinrich Fluitter een piëta en ter verering plaatste hij het beeldje in een holte van een boomstam. Fluitter vond de plaats naderhand echter te afgelegen en bouwde voor het beeldje een houten kapel bij een kruising van enkele wegen. Toen er steeds meer gelovigen naar de piëta kwamen om het te vereren, bouwde Fluitter een cel aan de kapel om van daaruit tot zijn dood op de kapel en de piëta te passen.

## Geschiedenis

#### Oprichting
In 1479 werd de kapel door pastoor Daum vervangen door een houten kerk. De pastoor verzocht aansluitend de cisterciënzers uit het klooster Bottenbroich om hulp bij de zorg voor de bedevaart. Middels een oorkonde van 10 november 1480 schonk de pastoor de kerk en de piëta aan de monniken, die er vervolgens een klooster begonnen te bouwen. Op 12 september 1481 werd de kerk gewijd en op 4 april 1486 betrokken de eerste monniken het nieuwe klooster. Deze datum geldt als de oprichtingsdatum van de abdij, die de naam  Nemus Mariae (Mariawoud) kreeg. In 1494 werd begonnen met het vervangen van de houten kerk door een stenen gebouw. Rond 1520 werd de piëta in een retabel uit Antwerpen geplaatst. Het retabel toont verschillende scènes uit het leven (van de Verkondiging tot aan de dood en opstanding) van Jezus. De wijding van de nieuwe stenen kerk vond in 1539 plaats.
De volgende eeuw was een zware periode voor het klooster. Zoals ook de overige bevolking leed het klooster ernstig onder de verschillende oorlogen, met name de Dertigjarige Oorlog. Daarna volgde een periode van rust en ontwikkeling van het kloosterleven.

#### Onteigening van de kloostergoederen
Toen in 1794 de Franse revolutietroepen het linker deel van de Rijn bezetten, viel ook Mariawald onder Franse heerschappij. Op 2 april 1795 werd het klooster opgeheven. Het land en de inventaris werd verkocht, de piëta en het Antwerpse retabel werden op 22 juni 1804 naar de Sint-Clemenskerk in Heimbach gebracht. Daar bevinden ze zich nog altijd, echter nu in de op 24 mei 1981 gewijde Salvatorkerk. Delen van de kerkvensters werd verkocht aan Engeland en bevinden zich tegenwoordig in het Victoria and Albert Museum te Londen.

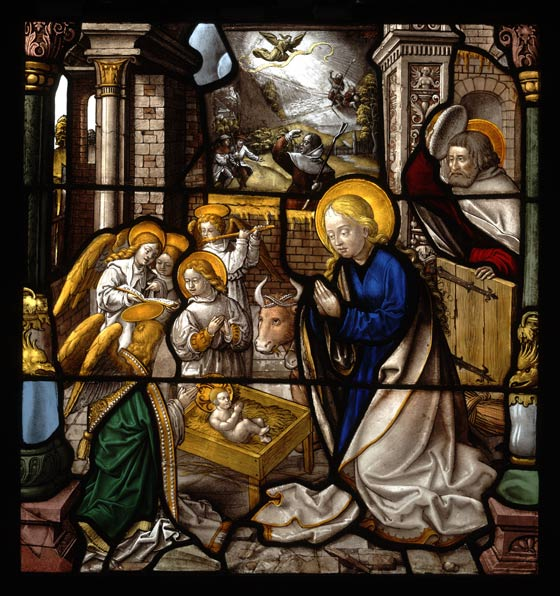
Geboorte van Christus
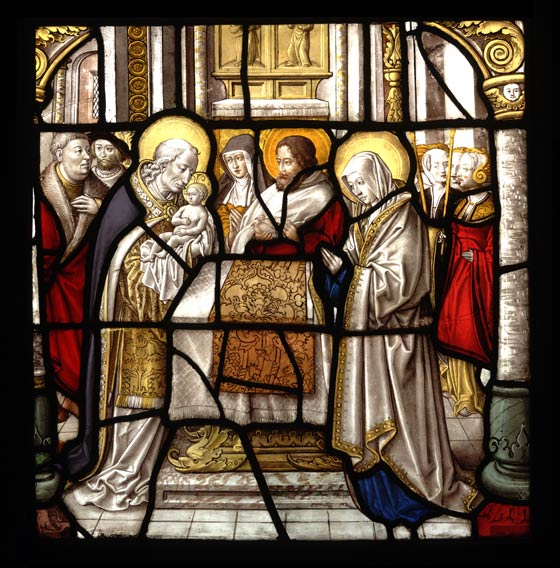
Presentatie in de tempel
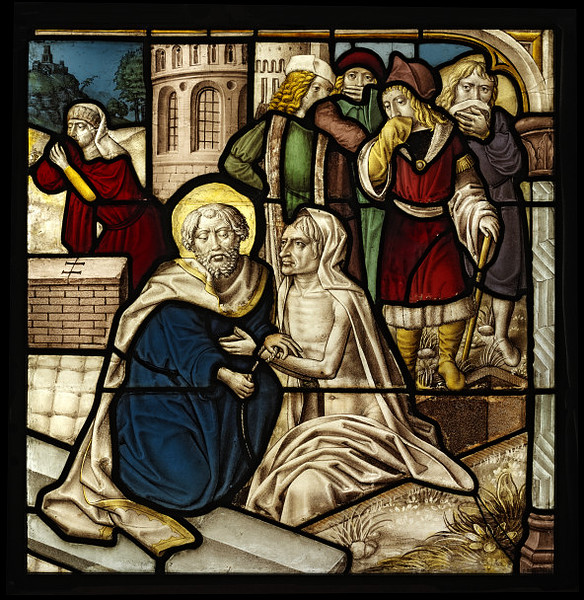
Verrijzenis van Lazarus
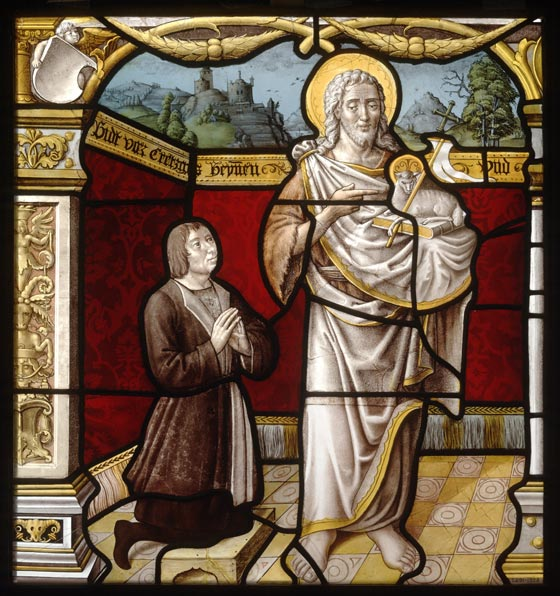
Johannes de Doper
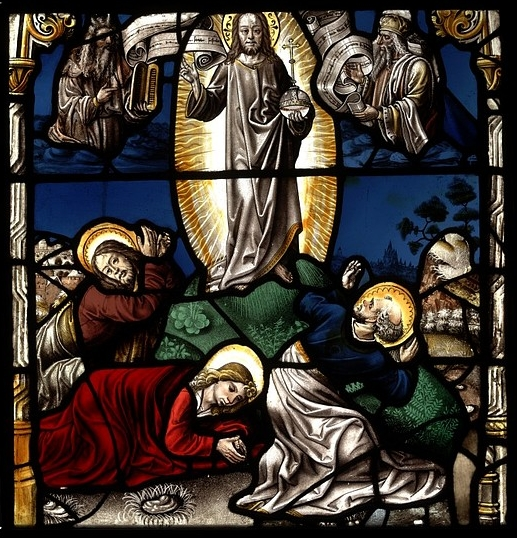
Transfiguratie
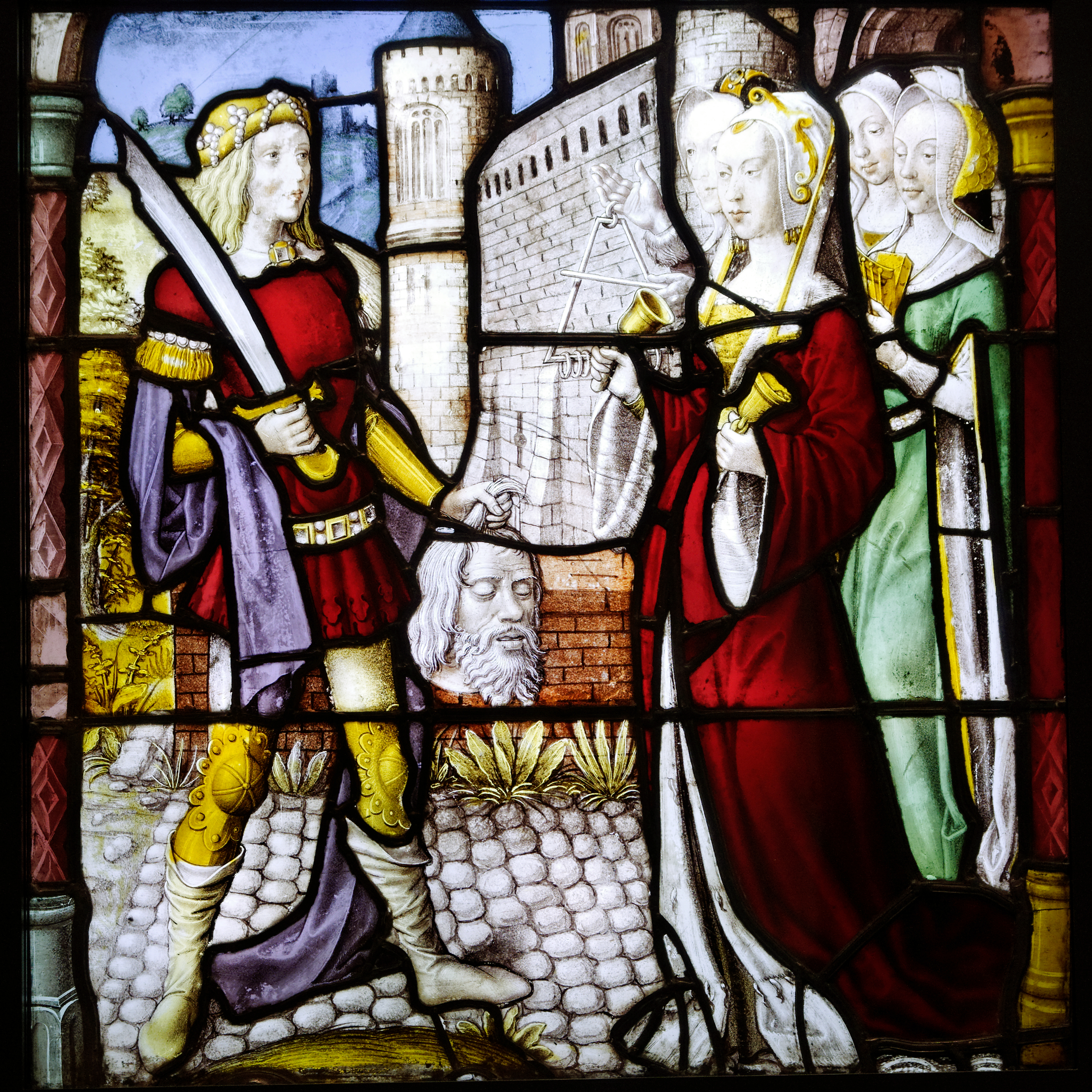
David met het hoofd van Goliath

In 1860 kocht Ephrem van der Meulen, abt van het trappistenklooster Oelenberg (Elzas), het onteigende klooster terug. Twee broeders kwamen in februari 1861 van Oelenberg naar Mariawald en maakten een aanvang met de herbouw van het kloostercomplex. In april 1862 werd weer begonnen met het reguliere kloosterleven. Maar er dreigde opnieuw tegenslag, de herbouw stokte: eerst door de Duits-Franse oorlog van 1870-1871 en daarna door de uitgebroken Kulturkampf. Opnieuw werden de broeders in september 1875 gedwongen hun klooster te verlaten. De Pruisische staat probeerde het klooster te onteigenen, hetgeen mislukte omdat niet het klooster maar Ephrem van der Meulen als eigenaar van de kloostergoederen stond ingeschreven. De monniken keerden op 18 oktober 1887 terug en de wederopbouw van het klooster werd nu naar het ontwerp van August Carl Lange in 1891 afgesloten.
Op 29 september 1909 kreeg het klooster Mariawald de status van abdij.

#### Eerste Wereldoorlog, interbellum en Tweede Wereldoorlog
Tijdens de Eerste Wereldoorlog werden 33 monniken van de abdij opgeroepen voor militaire dienst, drie van hen lieten in de oorlog het leven. Na de oorlog brak er opnieuw een zware periode aan voor het klooster. Het opkomende nazisme zorgde wederom voor moeilijkheden voor Mariawald. Gedurende de aanleg van de Westwall moesten delen van het klooster te beschikking worden gesteld aan de inkwartiering van arbeiders. Na het uitbreken van de Tweede Wereldoorlog werden wederom een aantal monniken opgeroepen voor militaire dienst. ook werden een aantal broeders gearresteerd door de Gestapo. Op 21 juni 1941 ten slotte werd het klooster ontbonden wegens het plegen van "subversieve activiteiten". De priesters moesten het klooster verlaten, de monniken werden als dwangarbeiders ingezet in de landbouw van het in de gemeenschap gebrachte eigendom van het opgeheven klooster. In het najaar van 1944 verplaatste het front zich in de  richting van het klooster en werd er in het klooster een veldhospitaal opgericht. Het veldhospitaal werd weer ontruimd nadat het front zich in februari 1945 weer verwijderde van het klooster. In het veldhospitaal stierven 414 mensen die door de broeders op een helling ten westen van het klooster werden begraven. Op het oorlogskerkhof op het kloosterterrein wordt elk jaar op de Volkstrauertag een herdenkingsplechtigheid gehouden.
Het Ardennenoffensief bracht grote verwoestingen aan het klooster. De nog resterende broeders werden van het kloosterterrein verdreven en zo bleven de gebouwen voor een bepaalde tijd leegstaan. Op 28 april 1945 nam pater Christopherus Elsen het klooster wederom in bezit. De abt van Oelenberg had hem tevoren tot overste benoemd en de pater nam contact op met de verdreven monniken, die voor het grootste deel weer terugkeerden naar het klooster. Drie monniken hadden hun leven in de oorlog verloren, vier andere monniken bleven vermist. Tijdens de verbanning waren ook enige priesters gestorven.

#### Herbouw
In december 1946 werd Christopherus Elsen tot abt gekozen. Het herstel van de oorlogsschade duurde nog tot 1959. Tussen 1962 en 1964 werd de kloosterkerk gerenoveerd en het interieur aan de liturgische veranderingen van het Tweede Vaticaans Concilie aangepast.
Sinds 6 september 2012 heeft de kerk weer een nieuw altaar. Het neogotische altaar werd geschonken door iemand die anoniem wenst te blijven. Na de verwoesting van de kerk in de oorlogsjaren werd er in de geest van het Tweede Vaticaans Concilie een volksaltaar geplaatst. Dit altaar voldeed niet in de neogotische kerk, het huidige altaar daarentegen harmonieert uitstekend met de omgeving.

#### Sluiting
Tot de sluiting was de abdij Mariawald lange tijd het enige mannelijke trappistenklooster van Duitsland. Ter ondersteuning van het klooster werd in 1995 de Verein der Freunde und Förderer der Abtei Mariawald e.V. opgericht. Eind januari 2018 werd bekendgemaakt dat na een apostolische visitatie in opdracht van het Vaticaan de abdij in de loop van het jaar zal gesloten worden en dat de monniken over diverse abdijen verspreid zullen worden of in aan woon- en zorgcentrum zullen worden ondergebracht. Tijdens de visitatie kwamen verschillende pijnpunten aan het licht die noopten tot een sluiting, met name de lange tijd sinds de laatste roeping, een gebrek aan discipline en de economische levensvatbaarheid.  De abdij werd ten slotte op 15 september 2018 met een afsluitende feestelijke viering opgeheven. Momenteel wordt de abdij beheerd onder impuls van het bisdom Aken als spirituele bezinningsplaats.

## Kruisweg
Vanuit Heimbach door het Ruppendal voert een kruisweg naar de abdij. De eerste zeven van de veertien kapellen betreffen vrijstaande staties, de overige kapellen zijn in de kloostermuur geïntegreerd. De stijl van de reliëfs die het lijden van Christus uitbeelden werd door de Nazareners beïnvloed. In de zomer van 2012 werd de renovatie van de verweerde staties afgesloten.

## Pauselijk privilege
Op verzoek van de abt Josef Vollberg verleende paus Benedictus XVI het klooster op 21 november 2008 het privilege om terug te keren tot de liturgie en observantie in de regel van de Orde van Monte Cistello. Daarmee is de kloostergemeenschap van de abdij Mariawald het eerste Duitstalige klooster sinds het Tweede Vaticaans Concilie dat de klassieke Latijnse liturgie weer mag gebruiken en ook daadwerkelijk gebruikt.

## Opleiding
Sinds 2010 heeft de abdij een eigen opleiding voor priestermonniken. De filosofische, theologische, geschiedkundige en taalkundige vorming wordt door de theoloog Klaus Berger en de filosofen Robert Spaemann en Walter Hoeres ondersteund. Het opleidingsaanbod staat ook voor monniken van andere kloosters en geestelijken ter beschikking.

## Het leven van de monniken

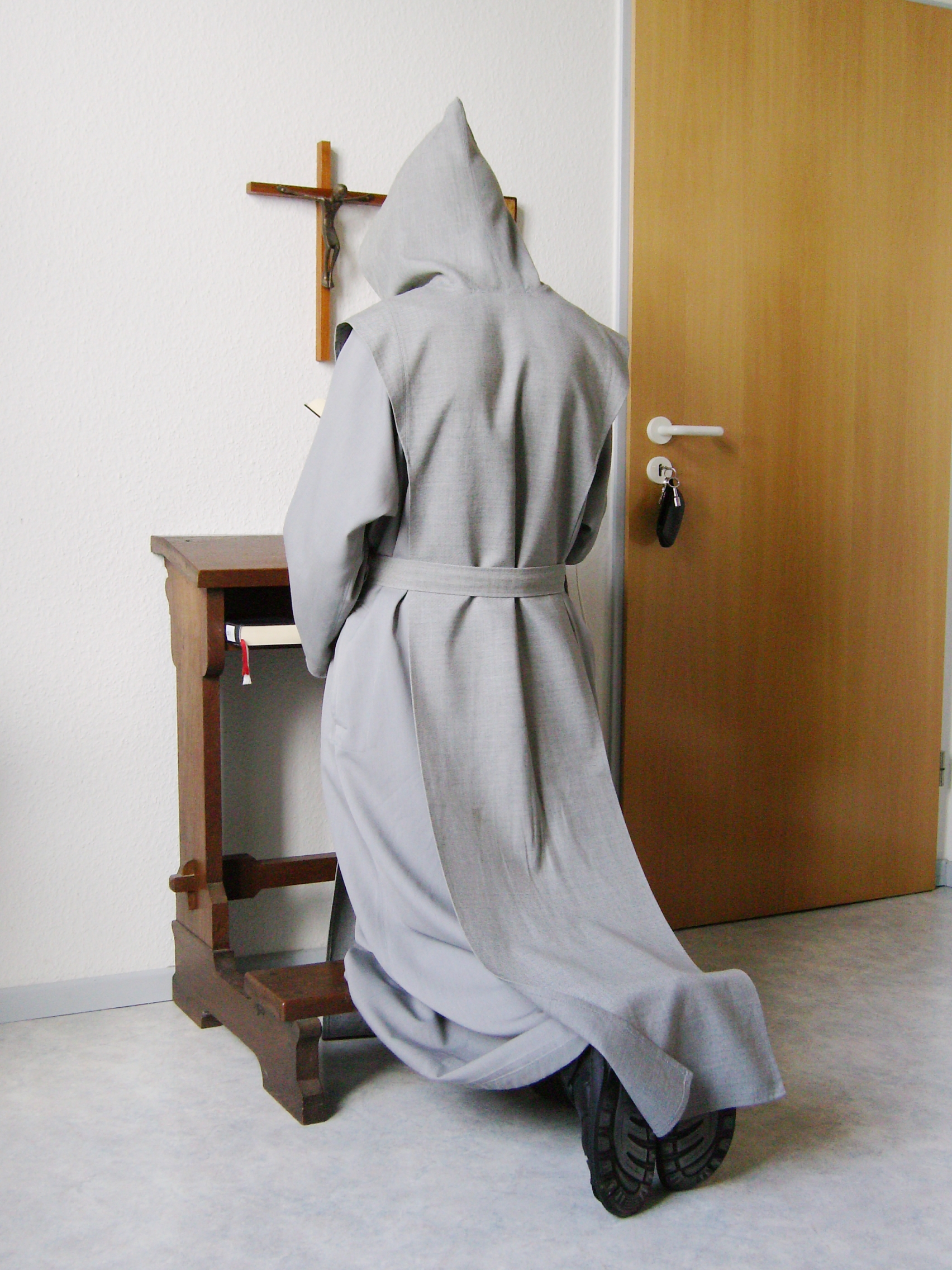
Biddende trappist

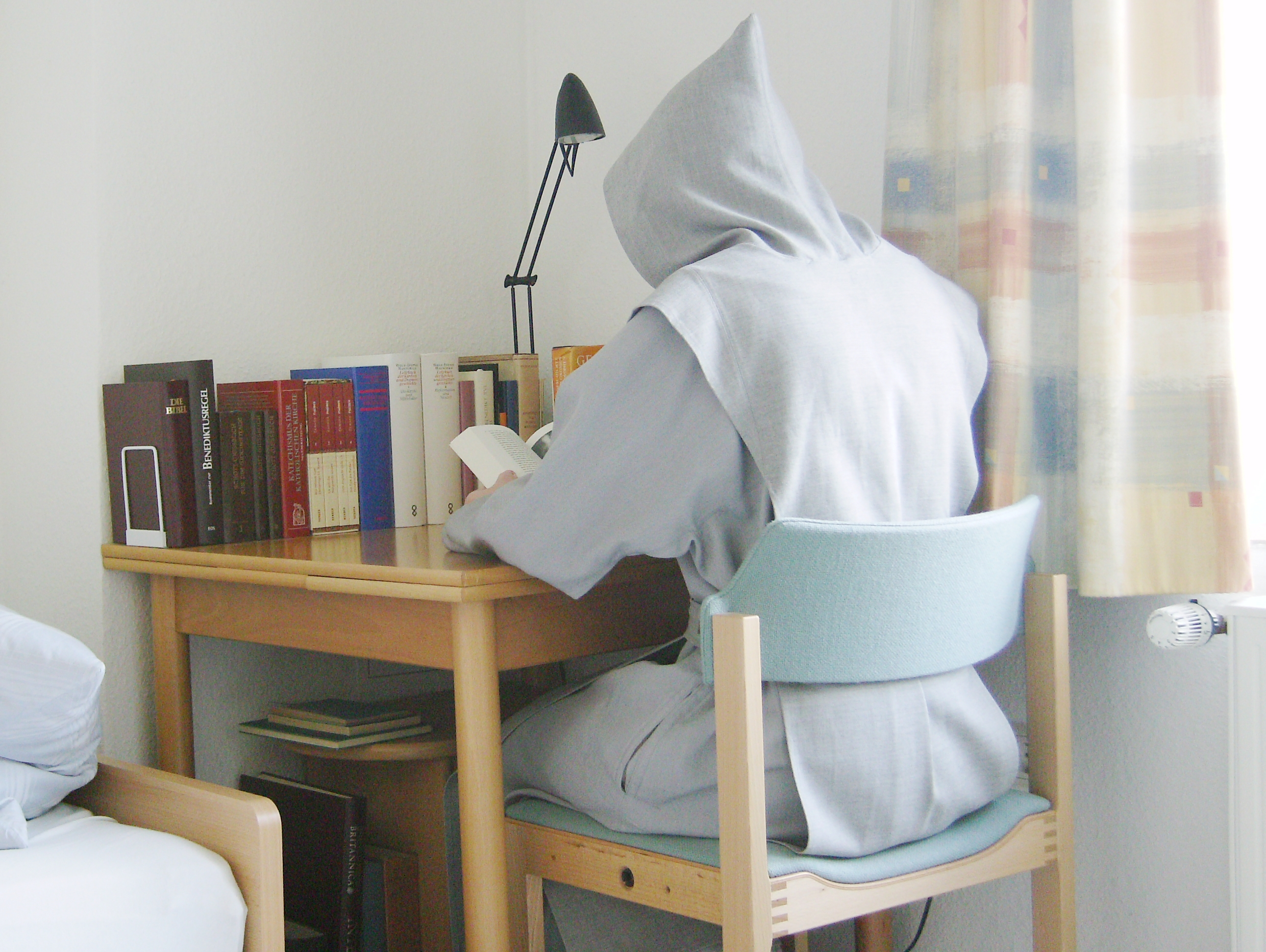
Trappistennovice in Mariawald bij de lezing in zijn kloostercel

De monniken leven naar de Regula Benedicti, de regels die werden opgesteld door de heilige Benedictus en de constitutie van de cisterciënzer strikte observantie. Traditioneel bepalen gebed, lezing (lectio divina) en lichamelijk werk het dagritme van de broeders.
Het fundament van het monastieke leven in Mariawald is de contemplatieve levensvorm. Belangrijk voor de monniken is het bewustzijn van Gods nabijheid in het alledaagse leven. De monniken hebben zich in eenzaamheid teruggetrokken om God te zoeken en hun leven op Zijn bestaan af te stemmen.
Het tijdschema is als volgt:
- 02.45 uur: De monniken staan op.
- 03.00 uur: Eerste van de in totaal acht dagelijkse gebedstijden, de vigiliën, die circa 75 minuten duren.
- 04.15 uur: Tweede gebed, de laudes, het ochtendgebed, met aansluitend gelegenheid voor gebed in afzondering.
- 06.30 uur: Gemeenschappelijke lezing in het scriptorium. De lezing draagt bij aan de verdieping van de rijkdom van het Woord Gods.
- 07.15 uur: De monniken verzamelen zich weer in de kerk om de prima te bidden. De viering van de Heilige Mis om ongeveer 07:40 uur is het geestelijke hoogtepunt van de dag.

Na een eenvoudig ontbijt en de terts begint het werk, dat ongeveer twee uren duurt. Elke monnik draagt naar eigen vaardigheden, interesses en de behoeften van de gemeenschap bij aan het onderhoud van het klooster. Vooral de lichamelijke arbeid staat bij de Trappisten hoog in aanzien. Lichamelijke arbeid draagt volgens de Trappisten niet alleen bij aan een goede balans in het geestelijk leven, maar verbindt de monniken ook met de gewone mensen, die door lichamelijke arbeid zich een bestaan moeten zien te verschaffen.
- 12.00 uur: De voormiddag wordt afgesloten met het gebed van de sext. De monniken nuttigen in de refter het middageten, dat in stilte gebeurt met een lezing. Het eten is eenvoudig en zonder vlees. De monniken kunnen na het eten even ontspannen, lezen of in stilte het werk voortzetten.
- 14.00 uur: Het bidden van de none.

Na de none werken de broeders voor de tweede maal, de arbeidsduur is circa 3 uur.
- 17.20 uur: De namiddag wordt afgesloten met de vesper.

Het avondeten wordt net als het middageten in stilte genuttigd. Na het avondeten hebben de broeders nog tijd voor lezen, studie of gebed.
- 19.15 uur: De dag wordt afgesloten met het bidden van de completen. Na het gebed wordt het Salve Regina gezongen.

De teksten van de gebedstijden kunnen op de internetsite van de abdij als pdf-bestanden worden gedownload. Ook staan daar enkele opnamen van gezangen als MP3-bestanden ter beschikking om te downloaden.

## Kloosterdochters
De abdij heeft twee dochtervestigingen. In 1869 stichtte de monnik Franz Pfanner in het toenmalige Ottomaanse Rijk het klooster Mariastern bij Banja Luka. In 1952-1953 stichtte de abdij samen met het Nederlandse trapistinnenklooster Koningsoord de trappistinnenabdij Maria Frieden in Dahlem. Daarnaast stichtte Franz Pfanner ook het missieklooster Mariannhill in Zuid-Afrika. Omdat het werken als missionaris zich niet liet verenigen met het beschouwelijke en teruggetrokken leven van een trappist, werd het klooster Mariannhill in 1909 door paus Pius X van de trappistenorde gescheiden en tot moederhuis van de Congregatie der Missionarissen van Mariannhill bestemd.

## Economie
Aan landbouw, ooit een belangrijke bezigheid van het klooster, wordt in Mariawald tegenwoordig niet meer gedaan. Vanaf 1 januari 2006 verpacht de abdij 100 hectare bos- en landbouwgrond aan het Nationaal Park Eifel, die het voornemen had de wisent er te herintroduceren.
De abdij bedruipt zich tegenwoordig voornamelijk met de exploitatie van een boekenwinkel, een likeurfabriek, een kloosterwinkel en een eet- en drinkgelegenheid. Bekende producten die de monniken zelf hebben ontwikkeld zijn een eigen erwtensoep, honing, chocolade, broodbeleg en pralines.
Bij het klooster is een pension gevestigd waar gasten, die in een rustige omgeving hun geestelijk leven willen vernieuwen, voor drie tot acht dagen kunnen verblijven.

## Oversten
- Wilhelm Brewer uit Hergarten, (1668−?)[4]
- Bonifatius Bieger, 1861–1866 (prior)
- Eduardus Schepy, 1866–1875 (prior)
- Franciscus Strunk, 1887–1889 (prior)
- Stephanus Derksen, 1889–1891 (superior)
- Hubert Juchem, 1891
- Johannes Baptist Dethier, 1891–1899 (prior)
- Henricus Ahlert, 1899–1909 (prior)
- Laurentius Wimmer, 1909–1929
- Stephanus Sauer, 1929–1939
- Christophorus Elsen, 1947–1961
- Andreas Schmidt, 1961–1966
- Otto Aßfalg, 1967–1980
- Franziskus Heereman, 1980–1983 (superior ad nutum)
- Meinrad Behren, (1983 superior ad nutum) 1983–1992 abt
- Franziskus de Place, (1992–1993 superior ad nutum) 1993–1999 abt
- Bruno Gooskens, 1999–2005
- Josef Vollberg, (2005–2006 superior ad nutum), april 2006-oktober 2016 abt